# Айхенберг
Айхенберг —  містечко та громада округу Брегенц в землі Форарльберг, Австрія.
Айхенберг лежить на висоті 793 над рівнем моря і займає площу 11,59 км². Громада налічує 379 мешканців. 
Густота населення 33/км².  
Громада лежить в районі, який носить назву Брегенцвальд. Неподалік розкинулося Боденське озеро. Населення Форальбергу розмовляє алеманським діалектом німецької мови, а тому ближче до швейцарців, ніж до населення більшої частини Австрії, 
яке розмовляє баварсько-австрійським діалектом. Основною індустрією Форальбергу є спортивний туризм, і кожен населений пункт має розвинуту інфраструктуру: транспорт, готелі тощо. 
|                                    |
| Айхенберг на мапі округу та землі. |

 Адреса управління громади: Dorf 53, 6911 Eichenberg (Vorarlberg). 

## Демографія
Історична динаміка населення міста за даними сайту Statistik Austria